# Guedesia
Guedesia is een kevergeslacht uit de familie van de boktorren (Cerambycidae). De wetenschappelijke naam van het geslacht werd voor het eerst geldig gepubliceerd in 1952 door Ferreira & Veiga-Ferreira.

## Soorten
Guedesia omvat de volgende soorten:
- Guedesia castaneus (Lameere, 1912)
- Guedesia gratissima Corinta-Ferreira & Veiga-Ferreira, 1952